# Albus Dumbledore
Albus Percival Wulfric Brian Dumbledore (rojen leta 1881) je izmišljena oseba v seriji knjig, filmov in videoiger o Harryju Potterju izpod peresa britanske avtorice J. K. Rowling. Dumbledore je ravnatelj Bradavičarske šole za čarovnika in čarovnice. Hkrati je tudi ustanovitelj in vodja Feniksovega reda, organizacije, ki se posveča predvsem boju proti Mrlakensteinu. 
Dumbledorja v filmih Harry Potter in kamen modrosti in Harry Potter in dvorana skrivnosti uprizarja igralec Richard Harris, po njegovi smrti pa je vlogo slavnega čarovnika v preostalih filmih prevzel igralec Michael Gambon. Jude Law je filmu Magične živali: Grindelwaldova hudodelstva prevzel vlogo 46-letnega Dumbledorja. 
Avtorica je povedala, da je ime Dumbledore izbrala, ker ta beseda v stari angleščini pomeni čmrlj. Njen lik ima izjemno rad glasbo in lahko si ga je predstavljala, kako hodi naokoli in si vedno pomrmrava različne melodije. 

## Zgodnje življenje
Albus Dumbledore se je rodil poleti (julija ali avgusta) leta 1881 kot prvorojenec očetu Percivalu in materi Kendri. Kasneje je dobil še brata Aberfortha in sestro Ariano. Ker so Ariano že kot malo deklico trije bunkeljski otroci zalotili pri čaranju, so se spravili nanjo in jo nadlegovali — to je deklici pustilo travme za vse življenje. Njen oče je fante uročil, sam pa bil za kazen poslan v zapor Azkaban. Ostala družina se je preselila v Godrickov Dol. 
Ravno, ko je Albus uspešno zaključil šolanje na Bradavičarki, se je doma zgodila velika nesreča — njegova mama Kendra je bila ubita ob enem od nenadnih izbruhov Arianine nekontrolirane magije. Albus je bil zato primoran odtlej skrbeti za svoja mlajša sorojenca. To vlogo glave družine je sovražil, želel si je potovati in raziskovati svet, a zavedal se je svoje dolžnosti. 
Ko se je v Godricov Dol preselil mladi Gellert Grindelwald, sta z Albusom takoj postala prijatelja. Začela sta kovati načrte, kako bosta skupaj spremenila svet in "za višje dobro" zavladala nad bunkeljni. Ko sta se v ta namen želela skupaj z Albusovo družino preseliti, se jima je uprl Aberforth, ki je vztrajal, da se Ariana v svojem stanju ne more preseliti. Njihov prepir se je sprevrgel v čarovniški dvoboj, med katerim pa je prišlo do nesreče in Ariana je umrla. Tega si Albus Dumbledore nikoli ni mogel oprostiti.

## Izgled
Albus Dumbledore je visoke in suhe postave, z dolgo srebrnosivo brado in prav takimi lasmi (ki so bili v njegovi mladosti kostanjeve barve). Ima dolg in kljukast nos, ki izgleda, kot bi bil polomljen že najmanj dvakrat. Njegove oči so nenavadno svetlo modre barve in se pogosto hudomušno iskrijo izza njegovih očal. 
Večino časa ima oblečene raznobarvne dolge plašče. Sam trdi, da ima na kolenu brazgotino v obliki zemljevida londonske podzemne železnice. Govori z mirnim, globokim glasom. 
V zadnjem letu življenja se Dumbledore trudi uničiti Mrlakensteinove skrižvene, pri tem pa si hudo poškoduje desno roko in nase prikliče prekletstvo, ki počasi srka iz njega življenje. 

## Osebnost
Albus Dumbledore je moder in pošten možakar, ki ga skoraj vedno deluje izjemno mirno in brezskrbno, le redko pokaže svojo jezo ali neodobravanje. A kljub njegovemu benignemu videzu je jasno, da je Dumbledore edini čarovnik, ki se ga boji celo zloglasni Mrlakenstein. To dejstvo priča o njegovi prikriti mogočnosti. 
Albus je zelo ekscentričen, mestoma deluje celo malce feminilen — obožuje pletenje, večkrat je oblečen v zelo opazna oblačila (med njimi npr. tudi rožast klobuček). Je zelo hudomušne narave, ima veliko (včasih nenavadenega) smisela za humor.
Je zelo optimistična osebnost, predan ljubezni, verjame, da se v vsakem človeku lahko najde nekaj dobrega in da si vsak zasluži drugo priložnost. Je zelo iznajdljiv, dojemljiv, dobro zna prebrati človekovo osebnost, kar mu tudi odlično služi v boju proti Mrlakensteinu — z natančno analizo njegovega značaja in psiholoških značilnosti Albusu uspe predvideti njegova dejanja in razkriti njegove skrivnosti. 
A kljub Dumbledorevim številnim pozitivnim lastnostim in talentom je povsem jasno, da ima ta lik tudi slabe strani. Kot Albus sam prizna Harryju, je bil njegov največji greh sla po moči, ki ga je skoraj zavedla in pahnila na stranpoti. Šele ob smrti mlajše sestre se je zbudil iz svojih sanj o prevladi nad bunkeljskim svetom, ki sta jih gojila skupaj z Grindelwaldom. Njegova želja po nadzoru mestoma še vedno stopi na plan, saj Dumbledore pogosto upravlja z dogodki in usmerja ljudi po svojih željah (ki so na srečo skoraj vedno dobronamerne). 
Dumbledorja že od mladosti dalje preganjajo duhovi preteklosti, čuti neizmerno krivdo in obžalovanje zaradi sestrine smrti. To ga zaznamuje za vse življenje. Njegov bavkar je od tedaj naprej Arianino truplo, v zrcalo Ajneneperh pa vidi svojo družino, ki je ponovno združena v celoti. 